# Chorebus senilis
Chorebus senilis är en stekelart som först beskrevs av Christian Gottfried Daniel Nees von Esenbeck 1812.  Chorebus senilis ingår i släktet Chorebus och familjen bracksteklar. Arten är reproducerande i Sverige. Inga underarter finns listade i Catalogue of Life.